# Carlo Rubbia
Carlo Rubbia, OMRI, OMCA  (født 31. marts 1934) er en italiensk partikelfysiker og opfinder, der modtog nobelprisen i fysik i 1984 sammen med Simon van der Meer for sit arbejde med opdagelsen af W og Z partikler på CERN.